# Max Bock
Max Bock (23 de octubre de 1878 - 2 de noviembre de 1945) fue un general de la Wehrmacht de la Alemania Nazi durante la II Guerra Mundial. 

## Biografía
Max Bock luchó en la I Guerra Mundial y se unió al Reichswehr. El 1 de abril de 1937 fue nombrado comandante de la 11.ª División de Infantería.
Al inicio de la II Guerra Mundial, tomó parte en la campaña polaca con su división. Tras el fin de la campaña, abandonó su mando y se convirtió en comandante del nuevo Wehrkreis (distrito militar) XX en el Reichsgau de Dánzig-Prusia Occidental. El 1 de diciembre de 1940 fue promovido a general de infantería. El 28 de febrero de 1943 fue relevado de su puesto y reemplazado por el general de infantería Bodewin Keitel, y transferido a la reserva (Führerreserve). El 30 de abril de 1943 fue condecorado con la Cruz Alemana en Plata y el mismo día fue licenciado de la Wehrmacht. 
Tras el fin de la guerra, fue arrestado por las autoridades de ocupación soviéticas a finales de verano de 1945. Murió a finales de 1945 durante su transporte a Rusia. Fue enterrado en Brest-Litowsk.